# Cantate Domino
Cantate Domino (lateinisch „Singt dem Herrn“) ist eine Bulle, die von Papst Eugen IV. auf dem Konzil von Florenz am 4. Februar 1442 promulgiert wurde. Sie sollte eine Einheit der koptischen und äthiopischen Kirchen mit der römisch-katholischen herstellen, hatte aber zunächst keinen Erfolg. Erst 1741 verband sich ein Teil der koptischen Kirche mit Rom zur koptisch-katholischen Kirche.

## Theologische Inhalte
Cantate Domino legt ausführlich die von den ökumenischen Konzilien definierten trinitarischen und christologischen Lehrinhalte dar und benennt mit Stichworten die davon abweichenden Häresien. Ekklesiologisch vertritt sie einen harten Exklusivismus, demzufolge niemand außerhalb der katholischen Kirche gerettet werden könne (vgl. Extra ecclesiam nulla salus):

„Firmiter credit, profitetur et predicat nullos extra ecclesiam catholicam existentes, non solum paganos, sed nec iudeos aut hereticos atque scismaticos eterne vite fieri posse participes, sed in ignem eternum ituros, qui paratus est dyabolo et angelis eius (Mt 25,41 ), nisi ante finem vite eidem fuerint aggregati, tantum que valere ecclesiastici corporis unitatem, ut solis in ea manentibus ad salutem ecclesiastica sacramenta proficiant et ieiunia, elemosine ac cetera pietatis officia et exercitia militie christiane premia eterna parturiant, neminem que quantascunque elemosinas fecerit, et si pro Christi nomine sanguinem effuderit, posse salvari, nisi in catholice ecclesie gremio et unitate permanserit.“

„[Die heilige römische Kirche, durch das Wort unseres Herrn und Erlösers gegründet,] glaubt fest, bekennt und verkündet, daß niemand außerhalb der katholischen Kirche — weder Heide noch Jude noch Ungläubiger oder ein von der Einheit Getrennter — des ewigen Lebens teilhaftig wird, vielmehr dem ewigen Feuer verfällt, das dem Teufel und seinen Engeln bereitet ist, wenn er sich nicht vor dem Tod ihr (der Kirche) anschließt. So viel bedeutet die Einheit des Leibes der Kirche, daß die kirchlichen Sakramente nur denen zum Heil gereichen, die in ihr bleiben, und daß nur ihnen Fasten, Almosen, andere fromme Werke und der Kriegsdienst des Christenlebens den ewigen Lohn erwirbt. Mag einer noch so viele Almosen geben, ja selbst sein Blut für den Namen Christi vergießen, so kann er doch nicht gerettet werden, wenn er nicht im Schoß und in der Einheit der katholischen Kirche bleibt‘“

## Zeitgeschichtliche Hintergründe
Hintergrund der Auseinandersetzungen bildet politisch die Bedrohung und sukzessive Eroberung des (Rest-)Byzantinischen Reiches durch die Osmanen. Das Unionskonzil von Florenz wollte die Ostkirchen zu einer Annäherung an den lateinischen Westen bewegen – wenige Jahre vor der osmanischen Eroberung von Konstantinopel (1453). Religiös war in dieser Zeit die Auseinandersetzung mit dem Islam sowie als häretisch betrachteten christlichen Strömungen geprägt von exklusivistischer (Ketzer-)Polemik und gegenseitiger Verurteilung.

## Primärquelle
- Eugenius IV. CANTATE DOMINO. Bulla unionis Coptorum Aethiopumque. 4 Februarii 1442 (1441 stilo Florent.) Concilium (Oecum. XVII) Florentinum. Sessio XI.
- In: Enchiridion Symbolorum/Denzinger-Hünermann Nr. 1351.
- Lateinischer Originaltext auf vatican.va